# Librairie philosophique de Ladrange
 (mars 2021).
Si vous disposez d'ouvrages ou d'articles de référence ou si vous connaissez des sites web de qualité traitant du thème abordé ici, merci de compléter l'article en donnant les références utiles à sa vérifiabilité et en les liant à la section « Notes et références ».
La Librairie philosophique de Ladrange (Librairie de Ladrange ou Librairie Ladrange) est une maison d'édition française du XIXe siècle publiant des ouvrages de philosophie.
Elle est située au 41, Rue Saint-André-des-Arts et au 19, Quai des Grands-Augustins, à Paris. Elle est active des années 1820 aux années 1870.
Elle publie :
- des œuvres originales d'Auguste Comte, Victor Cousin, Émile Littré, Charles de Rémusat, Joseph Willm, Paul Janet, Jules Barthélémy-Saint-Hilaire, Léon Ollé-Laprune, Augusto Vera, Charles Magloire Bénard, Charles Renouvier, Jules Lachelier, Théodore Jouffroy, Théodule Ribot;
- les œuvres complètes de Buffon, de Florian et de Maine de Biran;
- des traductions d'Aristote, de John Stuart Mill, de Johann Gottlieb Fichte, Georg Wilhelm Friedrich Hegel, Immanuel Kant, David Friedrich Strauss, Christoph Martin Wieland.